# 77단의 비밀
"77단의 비밀"(七七團의 祕密)은 한국에서 제작된 박승철 감독의 1978년 애니메이션, 액션, 모험 영화이다. 김삼용 등이 제작에 참여하였다. 방정환의 장편 추리 동화 《북극성》이 원작이다.

## 성우 (언급되지 않음)
- 상호: 안정현
- 순자: 송도영

## 스태프
- 제작: 김삼용
- 기획: 김일환
- 총지휘: 김방남
- 원작: 방정환
- 각색: 이중헌
- 원화: 백삼봉, 성호경 (언급되지 않음)
- 동화: 정윤용, 신은영, 장웅천, 박종인, 조수진
- 선화: 박부전, 임규희, 김영실, 김영자
- 채화: 이명화, 이영경, 김순자, 송옥자, 김학련, 강신숙
- 미술감독: 오응환
- 미술감독보: 한은숙
- 촬영: 배영길
- 편집: 김현
- 음악: 정민섭
- 녹음: 유창국
- 효과: 윤덕영
- 태권지도: 삼능왕호체육관
- 지도사범: 유승선
- 현상: 골든칼라현상소
- 감독: 박승철

## 주제가 (언급되지 않음)
- 작사: 이중헌
- 작곡: 정민섭
- 노래: 우촌 어린이 합창단

### 삽입곡
- "형제별"
  - 작사: 방정환
  - 작곡: 정순철
  - 노래: 정여진
- "외로운 남매"
  - 작사·작곡: 정민섭
  - 노래: 우촌 어린이 합창단 / 이중창
- "흑두건의 노래"
  - 작사·작곡: 정민섭
  - 노래: 우촌 어린이 합창단
- "멍충이 아저씨"
  - 작사·작곡: 정민섭
  - 노래: 정여진